# Мерлузы
Мерлу́зы, или хе́ки (лат. Merluccius), — род рыб из монотипического семейства мерлузовых (Merlucciidae). В состав рода включают 16 видов. Распространены мерлузы на континентальном шельфе Атлантического и Тихого океанов, на глубинах от 100 до 1000 м. Это в основном придонные рыбы, которые поднимаются и в промежуточные и в верхние слои воды в погоне за добычей.

## Описание
В зависимости от видовой принадлежности длина тела у мерлузы может варьировать от 30 см до 1,5 м. Тело прогонистое. Голова крупная, 1/3—1/4 длины тела. Рыло удлинённое и сжатое, его длина составляет 1,3—3,2 диаметра глаза, кончик широкий и закруглённый. Глаза крупные, 1/2—1/5 длины верхней челюсти. Межглазничное пространство обширное, слегка приподнятое, его ширина составляет 1,0—2,4 диаметра глаза. Рот конечный. Нижняя челюсть длиннее верхней, усик на подбородке отсутствует. Имеются сошниковые зубы. Первый полный луч спинного плавника гибкий и упругий, в брюшном плавнике от 7 до 9 лучей. От других родов семейства мерлузовых отличаются строением хвостового плавника, который обособлен от спинного и анального, а также тем, что второй спинной и анальный плавники примерно одинаковой высоты. Поперечные отростки позвонков у мерлуз расширенные и уплощенные.
Зубы на обеих челюстях хорошо развитые, острые, выстроены в два неровных ряда. Верхние зубы неподвижно закреплены. Нёбные зубы отсутствуют. Жаберные тычинки хорошо развиты. У разных видов отличаются по размеру и форме. Два раздельных спинных плавника, первый — короткий, высокий, треугольной формы. Второй спинной плавник удлинён и частично разделён выемкой в средней части. Анальный плавник похож на второй спинной. Грудные плавники длинные, тонкие и высоко расположенные. Их относительная длина по мере роста рыбы становится меньше. Хвостовой плавник меньше головы, с возрастом развилка увеличивается. Хвостовой скелет состоит из набора костей в виде X и Y. Дорсальная поверхность тела и головы, за исключением переднего кончика рыла, покрыта мелкой и тонкой циклоидной чешуёй. Боковая линия почти прямая и непрерывная на всем протяжении состоит из 101—171 чешуек. Количество позвонков 48—58. Окраска при жизни обычно серебристая, спинка серо-стальная, бока светлее, брюшко серебристо-белое. Некоторые виды окрашены в чёрный цвет. Радужка золотистая, зрачок иссиня-чёрный.

## Биология
Будучи в основном придонными рыбами, за добычей мерлузы поднимаются в промежуточные и верхние слои воды. Иногда заплывают в эстуарии рек. Пищевые предпочтения с возрастом изменяются: молодь питается в основном планктоном и мелкими ракообразными, взрослые мерлузы становятся хищниками и охотятся на пелагических стайных рыб, в том числе сельдь, скумбрию, сардину, и кальмаров. Наблюдается каннибализм. Почти все мерлузы в процессе кормления совершают вертикальные миграции, ночью поднимаясь со дна. Некоторые виды мигрируют сезонно: весной и летом они перемещаются в более высокие широты, а зимой уходят на глубину. Самцы растут медленнее самок, у них меньше продолжительность жизни. Холодноводные виды крупнее тепловодных. Половой зрелости обычно достигают к 3—4 годам. Нерест у большинства видов растянут и приходится на летние месяцы; икринки пелагические. Желток содержит жировую каплю. Самки выметывают до полумиллиона икринок. Личинки сначала живут в толще воды, а затем опускаются в придонные слои. Живут мерлузы максимум до 20 лет.

## Промысел
Все виды мерлуз являются ценной промысловой рыбой. Их добывают донными тралами. В 1987 году суммарный улов мерлузы составил 1 558 473 тонны. Мировые запасы этой рыбы оцениваются в 10 миллионов тонн. Численность многих видов существенно сократилась из-за перелова.
Мерлуза поступает на рынок в свежем и замороженном виде, некоторая часть улова  и головы идёт на производство рыбной муки. Средняя пищевая ценность: вода 80,3 г, белки 18,3 г, жиры 1,3 г, Омега-3 0,2 мг, калорийность на 100 г составляет 85 Ккал. У мерлузы мясо более жирное по сравнению с треской, а печень постнее и менее крупная. Мясо нежное, белое, в нём мало костей, отварное филе легко отделяется от скелета. В свежем виде довольно быстро теряет вкус и аромат, с помощью быстрой заморозки эта проблема устраняется. Мясо мерлузы пользуется популярностью в Испании и Португалии. В СССР интенсивный промысел хека начался в 1960-х годах, когда стало меньше трески. Поначалу хек считался рыбой второго сорта, тогда как в Западной Европе вкусное диетическое мясо ценилось довольно высоко.

## Классификация
К роду относят 16 видов.
- Merluccius albidus (Mitchill, 1818) — Североамериканская глубоководная мерлуза[2]
- Merluccius angustimanus Garman, 1899 — Гватемальская мерлуза
- Merluccius australis (Hutton, 1872) — Новозеландская мерлуза, или австралийская мерлуза, или многопёрая мерлуза, или южная мерлуза
- Merluccius bilinearis (Mitchill, 1814) — Североамериканская мерлуза, или серебристая мерлуза, или серебристый хек
- Merluccius capensis Castelnau, 1861 — Капская мерлуза, или южноафриканская мерлуза
- Merluccius gayi (Guichenot, 1848) — Чилийско-перуанская мерлуза, или чилийская мерлуза, или перуанская мерлуза, или перуанский хек
- Merluccius hernandezi Mathews, 1985
- Merluccius hubbsi Marini, 1933 — Аргентинская мерлуза, или патагонская мерлуза, или патагонский хек
- Merluccius merluccius (Linnaeus, 1758) — Обыкновенная мерлуза, или европейская мерлуза, или обыкновенный хек, или европейский хек, или восточноатлантическая мерлуза[5]
- Merluccius paradoxus Franca, 1960 — Намибийская мерлуза, или южноафриканская глубоководная мерлуза
- Merluccius patagonicus Lloris & Matallanas, 2003
- Merluccius polli Cadenat, 1950 — Бенгальская мерлуза, или ангольская мерлуза
- Merluccius productus (Ayres, 1855) — Орегонская мерлуза, или тихоокеанская северная мерлуза
- Merluccius senegalensis Cadenat, 1950 — Сенегальская мерлуза, или чёрный хек
- Merluccius tasmanicus Matallanas & Lloris, 2006

### Серебристая мерлуза
Серебристая мерлуза, или хек (Merluccius bilinearis), обитает у берегов Северной Америки от пролива Белл-Айл до Багамских островов, на глубинах от 50 до 900 м. Наиболее многочисленна от южного Ньюфаундленда до Южной Каролины.
Достигает длины 76 см и веса 2,3 кг; продолжительность жизни — до 12 лет. В первые годы жизни питается мелкими планктонными ракообразными — креветками, калянусом, эвфаузиевыми. После наступления половой зрелости становится хищником и охотится на стайных пелагических рыб (сельдь, скумбрию и др.), крупных беспозвоночных (креветок и кальмаров) и молодь рыб, включая собственную.
Совершает сезонные миграции: зиму проводит на материковом склоне, а весной в преднерестовый период выходит на отмели шельфа. Нерестится с мая по октябрь на глубинах 40—150 м. Основные нерестилища расположены на южном и юго-восточном склонах банки Джорджес. За один нерестовый сезон одной самкой отметывается ок. 400 000 икринок. Ловят серебристого хека в основном у берегов Новой Шотландии, в заливе Мэн и на банке Джорджес на глубине до 220 м. Общий вылов в 1999 году составил 27 567 тонн; наибольшие уловы — США и Канада.

### Тихоокеанская мерлуза
Тихоокеанская, или орегонская, мерлуза (Merluccius productus) обитает в северо-восточной части Тихого океана от о. Ванкувер до Калифорнийского залива; изредка встречается в юго-восточной части Берингова моря. Наиболее многочислена в тихоокеанских водах Калифорнии, Орегона, Вашингтона и Британской Колумбии. В длину эта рыба достигает 91 см, но преобладающая длина в уловах — 45—55 см. Продолжительность жизни — 15 лет. Относится к быстрорастущим видам рыб; половой зрелости достигает в возрасте 3 лет при длине 35—40 см.
Совершает долгие миграции на нерест и в районы нагула, проходя более 1000 км. Нерест происходит в январе-апреле в водах южной Калифорнии на глубинах 200—300 м, часто на удалении от берегов до 200 миль. Плодовитость колеблется от 80 до 500 тысяч икринок; икра пелагическая, диаметром 0,8—1,2 мм. Плотных скоплений в это время мерлуза не образует. После нереста половозрелые особи мигрируют на север и в сторону берега, в августе-сентябре достигая острова Ванкувер и залива Королевы Шарлотты. Во время нагульных миграций образует плотные скопления; на мелководье (80-150 м) косяки держатся у дна, но по мере увеличения глубины отрываются от грунта и распределяются в слое 100—300 м. В октябре-декабре начинается обратная миграция взрослых особей на зимовку в южные районы. Питается хек в основном эвфаузиевыми рачками, но в рационе крупных особей существенную роль играют рыбы (анчоус, корюшка, молодь сельди) и креветки. В свою очередь мерлузой питаются морские львы и мелкие китообразные.
До 1966 г. тихоокеанская мерлуза почти не имела хозяйственного значения, пока в 1966—1967 гг. не были обнаружены её промысловые скопления. Тихоокеанская мерлуза — одна из самых многочисленных рыб системы Калифорнийского течения, однако её численность подвержена значительным колебаниям в зависимости от урожайности отдельных поколений. В 1999 г. общий вылов тихоокеанской мерлузы составил 217 000 тонн, большая часть которого пришлась на США.

### Другие промысловые виды
- Аргентинская мерлуза (Merluccius hubbsi) обитает у атлантического побережья Южной Америки, от южной Бразилии до Фолклендских о-вов. Вылавливается в основном Аргентиной и Уругваем. Общий улов в 1999 г. составил 372 тыс. тонн.
- Чилийская мерлуза (Merluccius gayi) распространена только у тихоокеанских берегов Перу и Чили, однако, начиная с 1960-х годов, является важным объектом рыболовства.
- Новозеландская мерлуза (Merluccius australis) довольно обычна у берегов Новой Зеландии и Патагонии и служит здесь объектом промысла, но не встречается у берегов Австралии.
- Капская мерлуза (Merluccius capensis) распространена от берегов Анголы до ЮАР в пределах континентальной ступени.